# Nusinersen
Nusinersen, op de markt gebracht als Spinraza, is een medicijn dat wordt gebruikt bij de behandeling van spinale musculaire atrofie (SMA), een zeldzame neuromusculaire aandoening. In december 2016 werd nusinersen het eerste goedgekeurde medicijn dat werd gebruikt bij de behandeling van deze aandoening.
Nusinersen kostte vanaf 2019 in de Verenigde Staten $750.000 in het eerste jaar en daarna de helft. Nusinersen heeft de status van weesgeneesmiddel in de Verenigde Staten en de Europese Unie.

## Medisch gebruik
Het middel wordt gebruikt voor de behandeling van spinale spieratrofie die geassocieerd is met een mutatie in het SMN1- gen. Het wordt rechtstreeks toegediend met behulp van injectie in het ruggenmergvocht.
In klinische onderzoeken stopte het medicijn de ziekteprogressie. Bij ongeveer 60% van de zuigelingen die lijden aan SMA type 1, verbetert het de motorische functie.

## Bijwerkingen
Patiënten die met nusinersen werden behandeld, hadden een verhoogd risico op infecties van de bovenste en onderste luchtwegen en congestie, oorinfecties, constipatie, verslikken, kinderziekten en scoliose. Het risico bestaat dat de groei van baby's en kinderen wordt belemmerd. Bij oudere klinische proefpersonen waren de meest voorkomende bijwerkingen hoofdpijn, rugpijn en andere bijwerkingen van de spinale injectie.
Hoewel niet waargenomen bij patiënten in de test, zijn trombocytopenie en nierbeschadiging theoretische risico's voor antisense geneesmiddelen en daarom moeten bloedplaatjes en nierfunctie tijdens de behandeling worden gecontroleerd.
In de zomer van 2018 zijn er verschillende gevallen van normaledrukhydrocefalie bij kinderen en volwassenen die behandeld werden met nusinersen aan het licht gekomen maar het blijft onduidelijk of dit medicatiegerelateerd was.

## Farmacologie
Spinale musculaire atrofie wordt veroorzaakt door mutaties in het SMN1-gen dat codeert voor het SMN -eiwit. Patiënten overleven dankzij kleine hoeveelheden van het SMN-eiwit dat geproduceerd wordt met het SMN2-gen. Nusinersen moduleert alternatieve splicing van het SMN2-gen, waarbij het functioneel wordt omgezet in het SMN1-gen, waardoor het niveau van SMN-eiwit in het centraal zenuwstelsel wordt verhoogd.
Het medicijn verspreidt zich over het centraal zenuwstelsel en perifere weefsels.
De halveringstijd wordt geschat op 135 tot 177 dagen in het hersenvocht en 63 tot 87 dagen in bloedplasma. Het medicijn wordt gemetaboliseerd via exonuclease (3'- en 5 ')-gemedieerde hydrolyse en heeft geen interactie met CYP450-enzymen. De primaire eliminatieroute is waarschijnlijk renaal voor zowel nusinersen en zijn metabolieten.

## Chemie
Nusinersen is een antisense oligonucleotide waarin de 2'-hydroxygroepen van de ribofuranosylringen zijn vervangen door 2'- O -2-methoxyethylgroepen en de fosfaatbindingen zijn vervangen door fosforothioaatbindingen.

## Geschiedenis
Nusinersen werd ontwikkeld in samenwerking tussen Adrian Krainer van Cold Spring Harbor Laboratory en Ionis Pharmaceuticals (voorheen Isis Pharmaceuticals). Het aanvankelijke werk met betrekking tot nusinersen werd gedaan door dr. Ravindra Singh en collega's aan de University of Massachusetts Medical School, gefinancierd door Cure SMA.
Vanaf 2012 werkte Ionis samen met Biogen bij de ontwikkeling en in 2015 verwierf Biogen een exclusieve licentie voor het middel voor een licentievergoeding van 75 miljoen dollar, betalingen tot 150 miljoen dollar bij het bereiken van mijlpalen en daarna gedifferentieerde royalty's. Biogen betaalde ook de ontwikkelingskosten na het nemen van de licentie. De licentie voor Biogen omvatte licenties voor intellectueel eigendom die Ionis had verkregen van Cold Spring Harbor Laboratory en University of Massachusetts.
In november 2016 werd de nieuwe geneesmiddelaanvraag geaccepteerd in het kader van het prioriteitsbeoordelingsproces van de FDA op basis van de fase III-studie en bestaande behoefte, en werd op dat moment ook geaccepteerd voor beoordeling bij het Europees Geneesmiddelenbureau (EMA). Het werd goedgekeurd door de FDA in december 2016 en door EMA in mei 2017 als het eerste medicijn tegen spinale spieratrofie. Vervolgens werd nusinersen goedgekeurd voor de behandeling van SMA in Canada (juli 2017), Japan (juli 2017), Brazilië (augustus 2017) en Zwitserland (september 2017).

## Kosten
Nusinersen kost in de Verenigde Staten 125.000 dollar per injectie wat de behandelingskosten op 750.000 dollar in het eerste jaar en 375.000 in volgende jaren brengt. Volgens The New York Times plaatst dit nusinersen "onder de duurste medicijnen ter wereld".
In oktober 2017 werd nusinersen in Denemarken aanbevolen voor gebruik bij slechts een kleine groep met SMA type 1 (jonge baby's). Het middel werd geweigerd als standaardbehandeling voor alle andere SMA-patiënten vanwege de "onredelijk hoge prijs" in verhouding tot het verwachte resultaat.
In augustus 2018 heeft het National Institute for Health and Care Excellence (NICE) dat de kosteneffectiviteit van therapieën voor de NHS in Engeland en Wales afweegt, afgeraden om nusinersen aan te bieden aan mensen met SMA. Kinderen met SMA type 1 werden in het VK behandeld met het door Biogen gefinancierde Expanded Access-programma; na het inschrijven van 80 kinderen werd de regeling in november 2018 gesloten voor nieuwe patiënten. In mei 2019 kwam NICE echter op hun standpunt terug en kondigde aan om nusinersen aan te bevelen voor een brede groep SMA-patiënten voor een periode van 5 jaar.
De Irish Health Service Executive besloot in februari 2019 dat nusinersen te duur was om te vergoeden, onder vermelding dat de kosten in het eerste jaar ongeveer € 600.000 per patiënt zouden bedragen en daarna ongeveer € 380.000 "met een geschat budgeteffect van meer dan € 20 miljoen over een periode van vijf jaar "voor de 25 kinderen met SMA die in Ierland wonen. Zowel de fabrikant als de patiëntengroepen betwistten de cijfers en wezen erop dat de werkelijke prijsafspraken voor Ierland in overeenstemming zijn met de onderhandelde prijs voor het Beneluxa- initiatief waar Ierland sinds juni 2018 lid van is.
Vanaf mei 2019 was nusinersen beschikbaar in de openbare gezondheidszorg in meer dan 40 landen.